# Rhabdogaster kalyptos
Rhabdogaster kalyptos là một loài ruồi trong họ Asilidae. Rhabdogaster kalyptos được Londt miêu tả năm 2006. Loài này phân bố ở vùng nhiệt đới châu Phi.